# K2-61
K2-61, EPIC 206044803 — одиночная звезда в созвездии Водолея на расстоянии приблизительно 1355 световых лет (около 415 парсек) от Солнца. Видимая звёздная величина звезды — +12,99m.
Вокруг звезды обращается, как минимум, одна планета.

## Характеристики
K2-61 — жёлто-белая звезда спектрального класса F. Масса — около 1,21 солнечной, радиус — около 1,36 солнечного, светимость — около 0,92 солнечной. Эффективная температура — около 5584 К.

## Планетная система
В 2016 году командой астрономов, работающих с фотометрическими данными в рамках проекта Kepler K2, было объявлено об открытии планеты K2-61 b.